# Gladstone (Manitoba)
Pour les articles homonymes, voir Gladstone.
Gladstone est une ville de la province du Manitoba, au Canada.

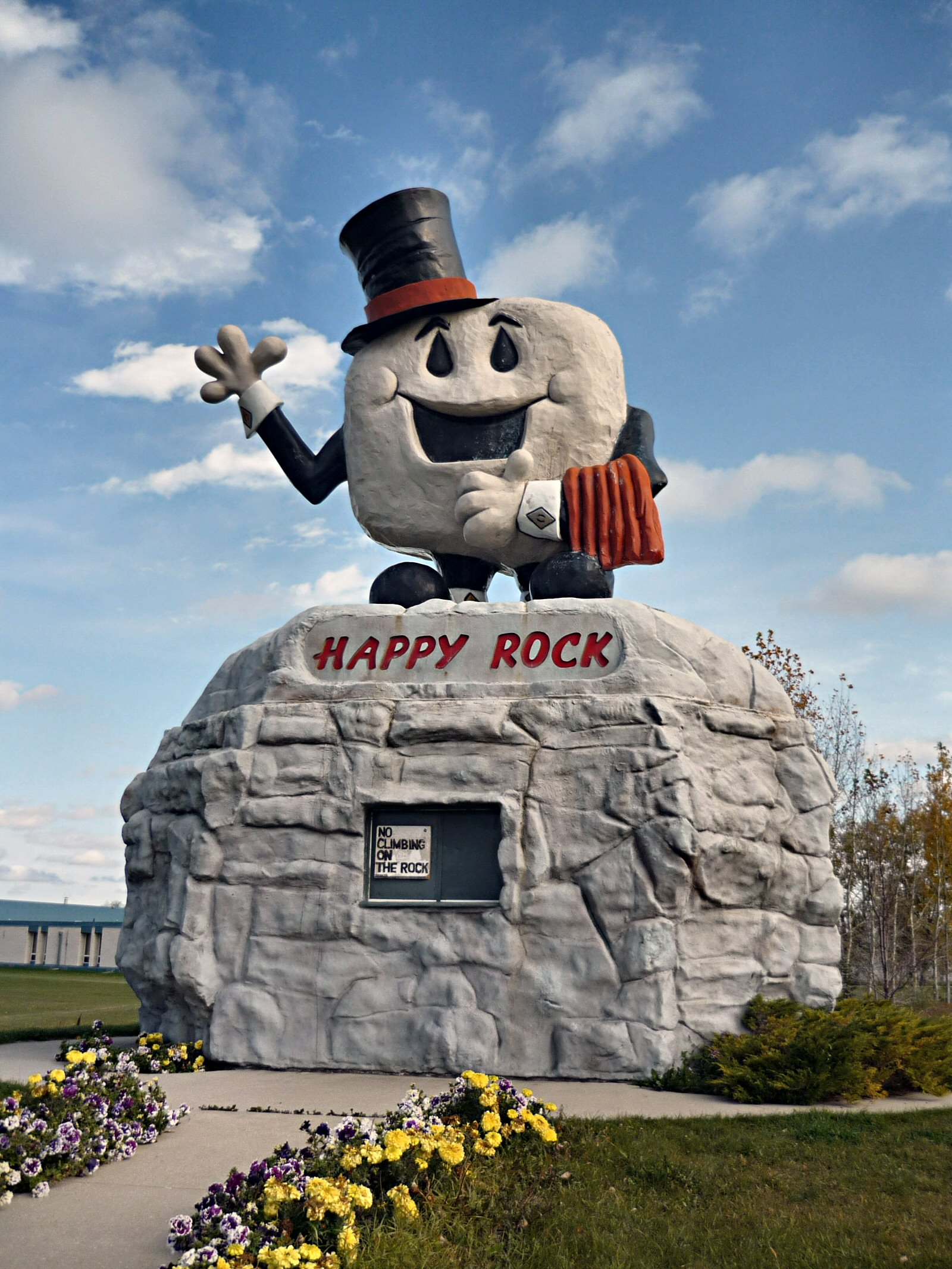
La roche joyeuse

## Géographie
La ville de Gladstone a une superficie de 2,43 km2.

### Hydrographie
Gladstone est située sur la rivière James.

### Climat

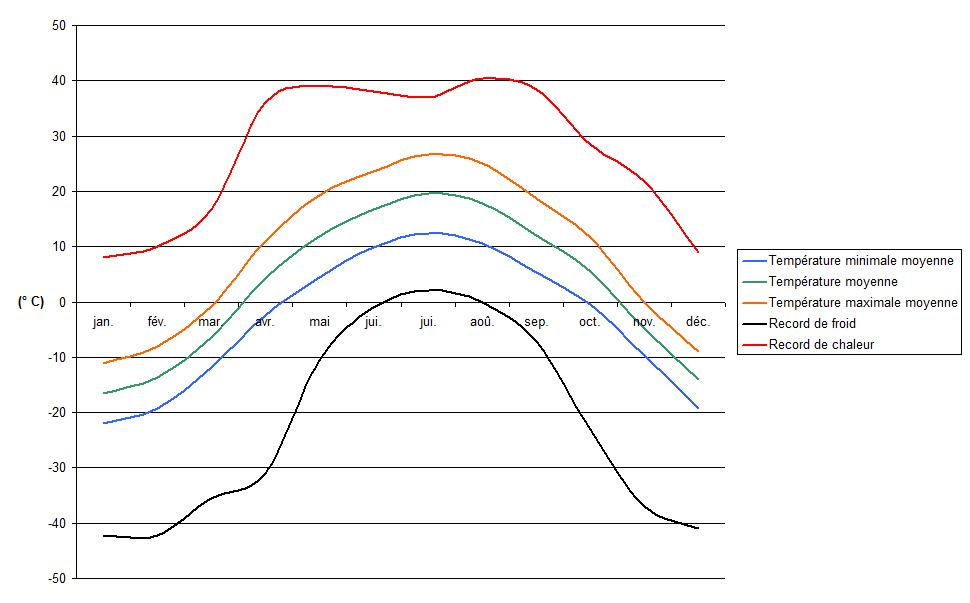
Températures
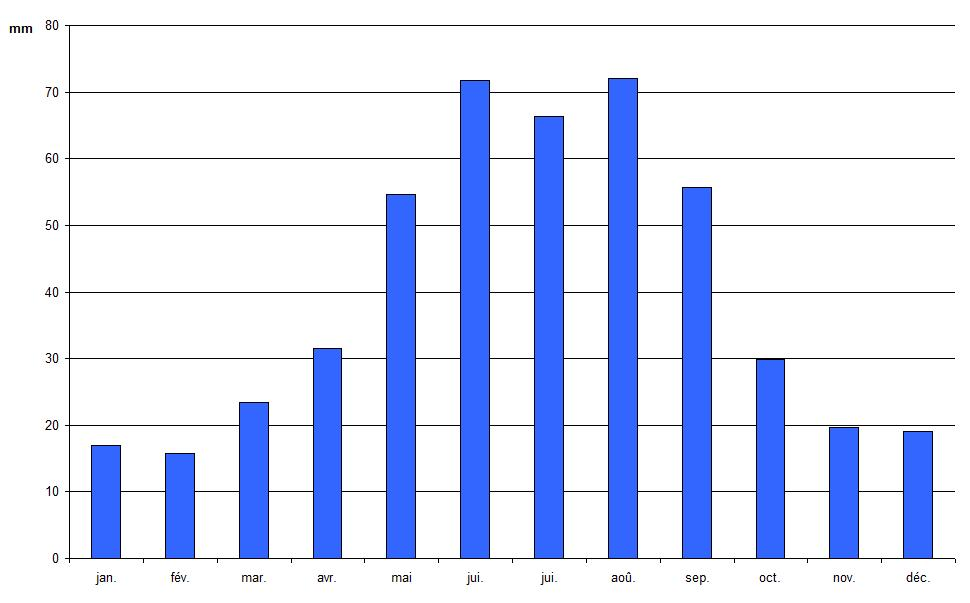
Pluviométrie

| Mois                              | jan.  | fév.  | mars  | avril | mai   | juin | jui. | août | sep. | oct. | nov. | déc.  | année |
| --------------------------------- | ----- | ----- | ----- | ----- | ----- | ---- | ---- | ---- | ---- | ---- | ---- | ----- | ----- |
| Température minimale moyenne (°C) | −22   | −19,3 | −11,9 | −2,5  | 4,5   | 9,8  | 12,4 | 10,5 | 5,4  | −0,5 | −9,6 | −19,3 | −3,5  |
| Température moyenne (°C)          | −16,6 | −13,6 | −6,4  | 4,2   | 11,9  | 16,7 | 19,6 | 17,8 | 12,1 | 5,6  | −4,8 | −14,1 | 2,7   |
| Température maximale moyenne (°C) | −11,1 | −8    | −0,9  | 10,9  | 19,3  | 23,6 | 26,7 | 25   | 18,8 | 11,7 | −0,1 | −9    | 8,9   |
| Record de froid (°C)              | −42,2 | −42,2 | −35,6 | −31,1 | −10,5 | −1   | 2    | 0    | −7,2 | −23  | −37  | −41   | −42,2 |
| Record de chaleur (°C)            | 8     | 10    | 16,7  | 36    | 39    | 38   | 37   | 40,5 | 38,5 | 28,5 | 21,7 | 8,9   | 40,5  |
| Précipitations (mm)               | 16,9  | 15,8  | 23,4  | 31,5  | 54,7  | 71,7 | 66,3 | 72   | 55,7 | 29,8 | 19,7 | 19    | 476,3 |

- Températures
- Pluviométrie

## Histoire
Le premier nom connu de Gladstone est Third Crossing. Lorsque la population prend de l'ampleur, la communauté est rebaptisée Palestine, en 1872. Lors de la création de la ville, en 1882, elle est nommée d'après le Premier ministre britannique de l'époque, William E. Gladstone.

## Démographie

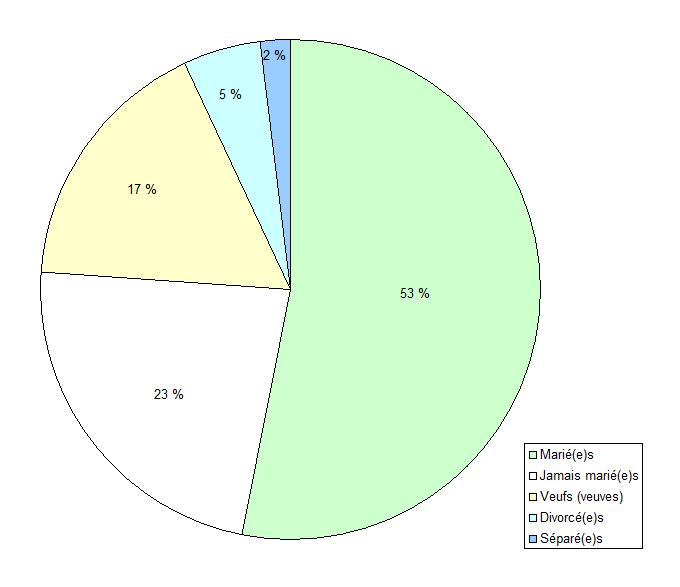
Statut marital de la population.

Gladstone a une population de 879 habitants, en 2012. Entre 2001 et 2006, la population diminue de 1,1 % par an, alors que celle du Manitoba croît de 0,52 % par an.
| 2001 | 2006 | 2011 | 2016 |
| ---- | ---- | ---- | ---- |
| 848  | 802  | 879  | 889  |

| 1891 | 2001 | 2006 | 2012 |
| ---- | ---- | ---- | ---- |
| 388  | 848  | 802  | 879  |

La densité de population est de 329,8 habitants.km−2 (2,1 habitants.km−2 pour le Manitoba). L'âge moyen de la population est 19,9 ans en 1891 et 53,5 ans en 2012. 87,5 % des habitants ont plus de 15 ans, en 2012.
| Hommes | Classe d’âge   | Femmes |
| ------ | -------------- | ------ |
| 0      | 76 ans et plus | 0,6    |
| 2      | 61 à 75 ans    | 2      |
| 8,1    | 46 à 60 ans    | 4      |
| 21     | 31 à 45 ans    | 18     |
| 27     | 16 à 30 ans    | 25     |
| 42     | 0 à 15 ans     | 51     |

| Hommes | Classe d’âge   | Femmes |
| ------ | -------------- | ------ |
| 19     | 76 ans et plus | 28     |
| 16     | 61 à 75 ans    | 16     |
| 25     | 46 à 60 ans    | 21     |
| 10     | 31 à 45 ans    | 13     |
| 13     | 16 à 30 ans    | 12     |
| 17     | 0 à 15 ans     | 10     |

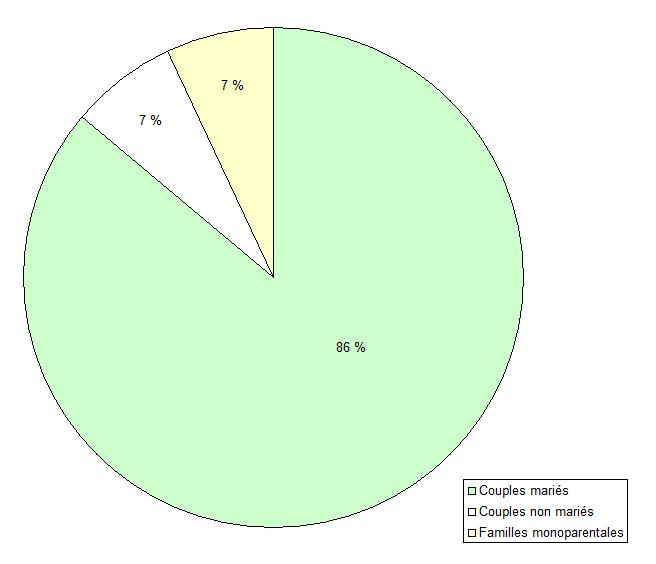
Composition des familles.

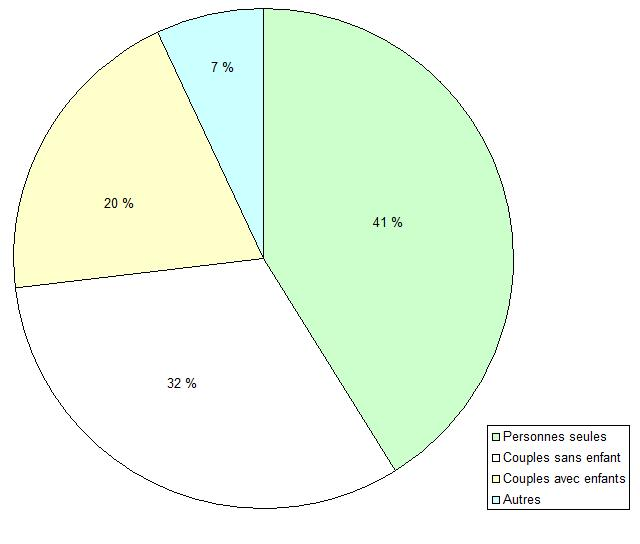
Composition des foyers.

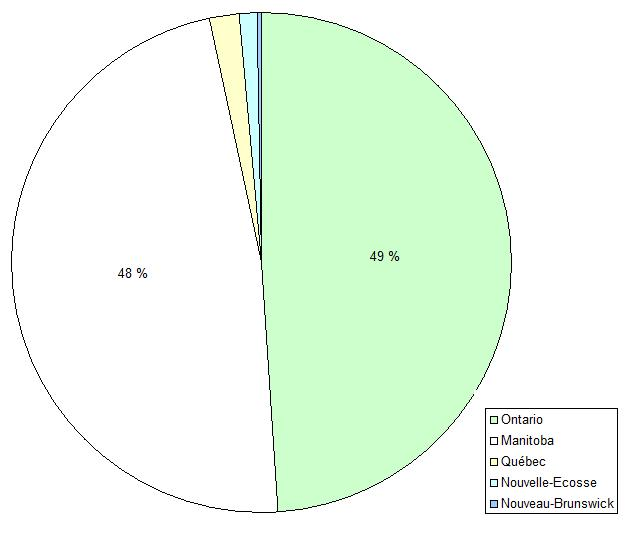
Province natale, lors du recensement de 1891.

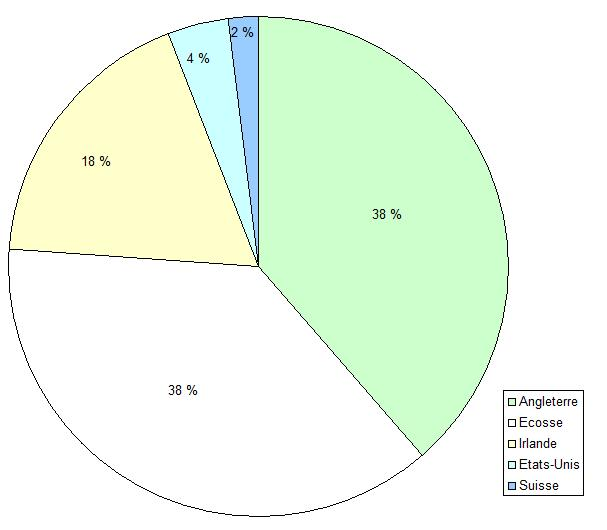
Origine des immigrants, lors du recensement de 1891.

675 habitants sont engagés dans une union de fait.
| Statut           | Proportion de la population (%) |
| Marié(e)s        | 53                              |
| Jamais marié(e)s | 23                              |
| Veufs (veuves)   | 17                              |
| Divorcé(e)s      | 5                               |
| Séparé(e)s       | 2                               |

La ville compte 215 familles en 2012. Il y en avait 78, lors du recensement de 1891. Une famille comporte, en 2012, en moyenne, 2,7 personnes, contre 5,0 en 1891.
| Composition             | Proportion des familles (%) |
| Couples mariés          | 86                          |
| Couples non mariés      | 7                           |
| Familles monoparentales | 7                           |

Un foyer de Gladstone est, en moyenne, constitué de 2,0 personnes.
| Composition          | Proportion des foyers (%) |
| Personnes seules     | 41                        |
| Couples sans enfant  | 32                        |
| Couples avec enfants | 20                        |
| Autres               | 7                         |

| Citoyens canadiens | Nombre de personnes | Nombre de personnes | Proportion de la population de Gladstone (%) | Proportion de la population de Gladstone (%) | Proportion de la population du Manitoba (%) | Proportion de la population du Manitoba (%) |
| Oui                | Hommes              | Femmes              | Hommes                                       | Femmes                                       | Hommes                                      | Femmes                                      |
| Oui                | 320                 | 355                 | 90,1                                         | 91,0                                         | 95,74                                       | 95,63                                       |
| Oui                | 675                 | 675                 | 90,6                                         | 90,6                                         | 95,68                                       | 95,68                                       |
| Non                | Hommes              | Femmes              | Hommes                                       | Femmes                                       | Hommes                                      | Femmes                                      |
| Non                | 35                  | 35                  | 8,9                                          | 9,0                                          | 4,26                                        | 4,37                                        |
| Non                | 70                  | 70                  | 10,1                                         | 10,1                                         | 4,32                                        | 4,32                                        |

| Naissance au Canada | Nombre de personnes | Nombre de personnes | Proportion de la population de Gladstone (%) | Proportion de la population de Gladstone (%) |
| Oui                 | Hommes              | Femmes              | Hommes                                       | Femmes                                       |
| Oui                 | 124                 | 131                 | 72,5                                         | 75,3                                         |
| Oui                 | 275                 | 275                 | 75,3                                         | 75,3                                         |
| Non                 | Hommes              | Femmes              | Hommes                                       | Femmes                                       |
| Non                 | 47                  | 43                  | 27                                           | 25                                           |
| Non                 | 90                  | 90                  | 26                                           | 26                                           |

| Naissance au Canada | Nombre de personnes | Nombre de personnes | Proportion de la population de Gladstone (%) | Proportion de la population de Gladstone (%) | Proportion de la population du Manitoba (%) | Proportion de la population du Manitoba (%) |
| Oui                 | Hommes              | Femmes              | Hommes                                       | Femmes                                       | Hommes                                      | Femmes                                      |
| Oui                 | 310                 | 340                 | 91,2                                         | 90,7                                         | 86,19                                       | 85,80                                       |
| Oui                 | 650                 | 650                 | 90,9                                         | 90,9                                         | 85,99                                       | 85,99                                       |
| Non                 | Hommes              | Femmes              | Hommes                                       | Femmes                                       | Hommes                                      | Femmes                                      |
| Non                 | 30                  | 35                  | 8,8                                          | 9,3                                          | 13,81                                       | 14,20                                       |
| Non                 | 65                  | 65                  | 9,1                                          | 9,1                                          | 14,01                                       | 14,01                                       |

## Logement
Gladstone compte 403 logements, dont 375 résidences principales.

## Économie

### Emploi
À Gladstone, le taux d'emploi est de 56,5 %.
| Type d'emploi                | Proportion de la population active (%) |
| Ventes et services           | 33                                     |
| Commerce                     | 15                                     |
| Affaires                     | 13                                     |
| Santé                        | 11                                     |
| Administration et cultes     | 11                                     |
| Industries de transformation | 7                                      |
| Gestion                      | 7                                      |
| Industrie primaire           | 4                                      |

| Secteur d'emploi             | Proportion de la population active (%) |
| Autres services              | 35                                     |
| Services sociaux et médicaux | 21                                     |
| Services éducatifs           | 9                                      |
| Affaires                     | 7                                      |
| Commerce de détail           | 5                                      |
| Commerce en gros             | 5                                      |
| Industries de transformation | 5                                      |
| Agriculture                  | 5                                      |
| Construction                 | 4                                      |
| Finance et immobilier        | 3                                      |

En 1891, la ville compte 41 agriculteurs, 19 manœuvres, 6 marchands, 3 ecclésiastiques, 2 hôteliers, 1 bourrelier, 1 charpentier, 1 ferblantier, 1 maître de poste, 1 maquignon, 1 boucher, 1 cordonnier, 1 maréchal-ferrant, 1 instituteur et 1 chef d'équipe.

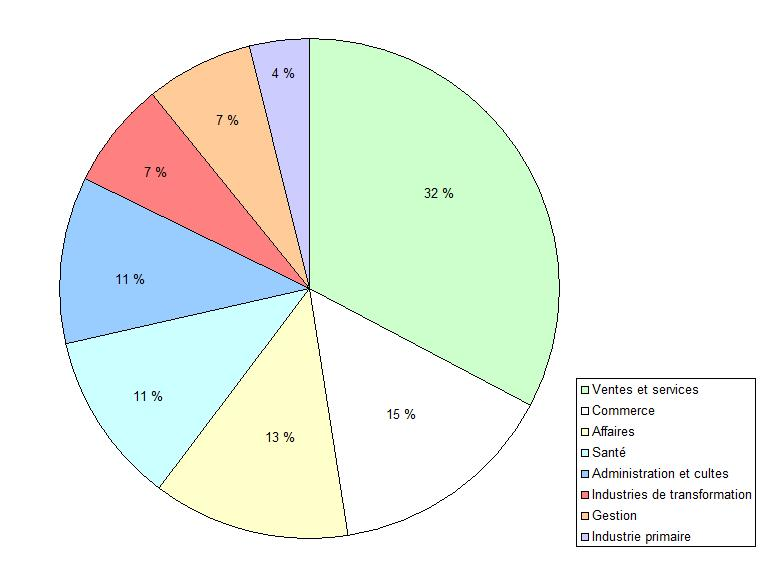
Emploi par type
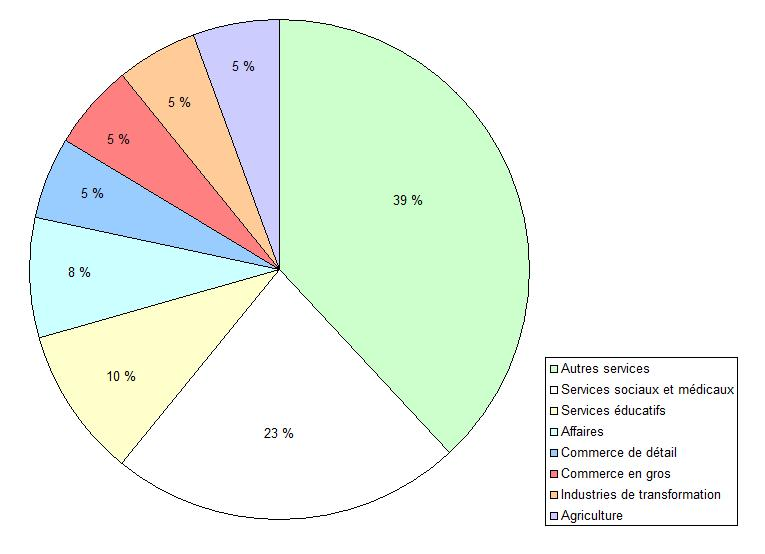
Emploi par secteur
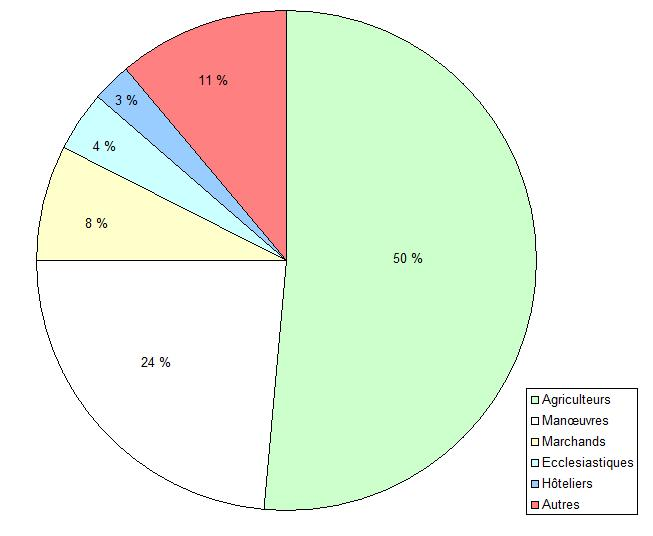
Emploi en 1891

### Revenus
395 personnes, âgées de plus de 15 ans, reçoivent un salaire. Le salaire annuel moyen est de 12 878 € (16 533 CAD), contre 19 040 € (24 484 CAD) pour l'ensemble du Manitoba. Il s'élève à 15 206 € (19 555 CAD) pour les hommes et 8 798 € (11 314 CAD) pour les femmes. Pour l'ensemble de la province, ces valeurs sont respectivement 22 910 € (29 461 CAD) et 15 779 € (20 289 CAD).
205 personnes, âgées de plus de 15 ans, sont employées à temps complet (51,9 % des salariés). Leur salaire annuel moyen est de 20 188 € (26 006 CAD), contre 28 534 € (36 692 CAD) pour l'ensemble du Manitoba. Il s'élève à 25 864 € (33 259 CAD) pour les hommes et 18 661 € (23 999 CAD) pour les femmes. Pour l'ensemble de la province, ces valeurs sont respectivement 31 405 € (40 392 CAD) et 24 997 € (32 149 CAD).
Le revenu annuel moyen par habitant est de 14 179 € (18 238 CAD), avant imposition, et 13 256 € (17 051 CAD), après impôts. Le revenu annuel moyen est de 33 799 € (43 477 CAD), par famille, et 26 654 € (34 283 CAD), par foyer.

## Transports
Gladstone possède une gare ferroviaire, desservie par Via Rail Canada. La ville est traversée par la route Yellowhead, branche orientale de l'autoroute Trans-Canada (16), qui coupe, à cet endroit, l'autoroute 34. L'autoroute de la Saskatchewan passe aussi par Gladstone.
Les trajets domicile-travail sont effectués en voiture, 92 % des salariés étant le conducteur et 8 % le passager.

## Éducation

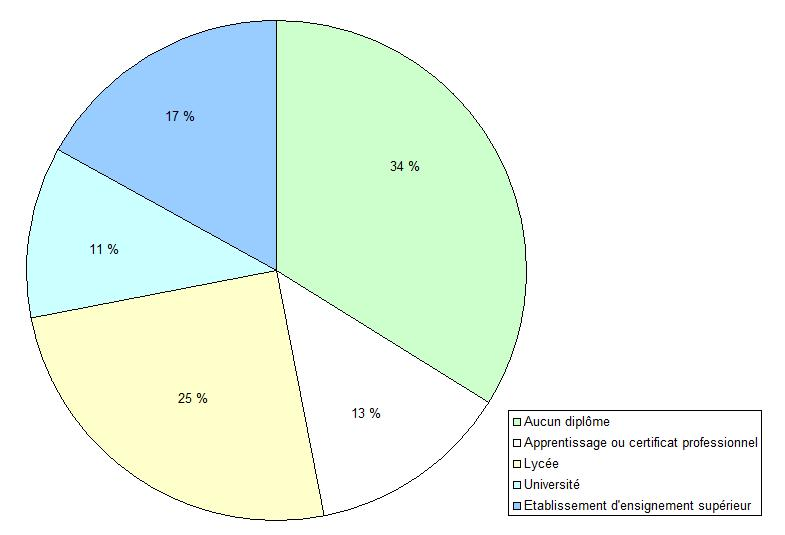
Niveau d'études de la population.

| Niveau d'étude                            | Proportion de la population au-dessus de 15 ans (%) |
| Aucun diplôme                             | 34                                                  |
| Apprentissage ou certificat professionnel | 13                                                  |
| Lycée                                     | 25                                                  |
| Université                                | 11                                                  |
| Établissement d'enseignement supérieur    | 17                                                  |

## Sites et monuments
Gladstone est souvent désignée sous le nom de « Happy Rock ». C'est le nom donné à un monument de la ville, situé au bord de l'autoroute 16, et qui est le symbole et la mascotte de la ville. Cette grande statue sert également d'office du tourisme et est une part essentielle du tourisme dans la ville. 
Durant les années 1970, le gouvernement provincial rencontre des représentants de la communauté locale, pour essayer de trouver une méthode permettant d'accroître le tourisme à Gladstone. Comme Gladstone est aussi appelée « Happy Rock », il est décidé que ce serait une bonne idée de créer quelque chose qui symbolise ce sujet.
En 1984, la chambre de commerce locale organise un concours pour la conception d'une mascotte qui représenterait Happy Rock. Le projet gagnant, soumis par Jerry Wickstead, représente un roc noir et blanc, heureux, avec une serviette dans la main gauche, qui salue avec sa main droite. En 1988, la chambre de commerce décidé d'entreprendre la construction de cette statue et d'en faire un centre d'information touristique.
Une collecte de fonds pour ce projet a lieu entre 1991 et 1993. Les bénévoles organisent deux parties de bingo, la chambre de commerce tient deux banquets et le comité lance trois souscriptions. Le Programme de subventions aux communautés (anglais : Community Places Grant Program) fournit également un financement de 25 % du coût total du projet.
La Société F.A.S.T., de Sparta (Wisconsin) est choisie pour fabriquer Happy Rock, d'après des plans préparés par des architectes de Winnipeg, qui ont décidé de réaliser Happy Rock en composite armé de fibre de verre. La construction dure environ quatre mois et s'achève en 1993. Le coût du projet est de près de 72 000 € (92 000 US$). Lorsque Happy Rock est terminé, sa hauteur totale est de 11 mètres et il pèse environ 1 400 kg.
Le 1er juillet 1993, Happy Rock est officiellement inauguré. Il est aujourd'hui le symbole de la communauté rurale et fait partie intégrante du tourisme à Gladstone.

## Faune et flore

### Faune
Le territoire de Gladstone est fréquenté par le cerf de Virginie. On trouve également des oies et des canards.

### Environnement
Au nord de Gladstone, le marais de Big Grass est une zone protégée, classée Zone importante pour la conservation des oiseaux du Canada et fréquentée par de nombreux oiseaux. Il est géré par Ducks Unlimited.

## Fêtes
La foire agricole de Gladstone se tient à la fin de la seconde semaine d'août (en 2012, les 11 et 12 août). La ville organise également un festival de musique et d'arts.

## Tourisme
Gladstone possède un camping, dans le parc Williams.

## Société

### Religion

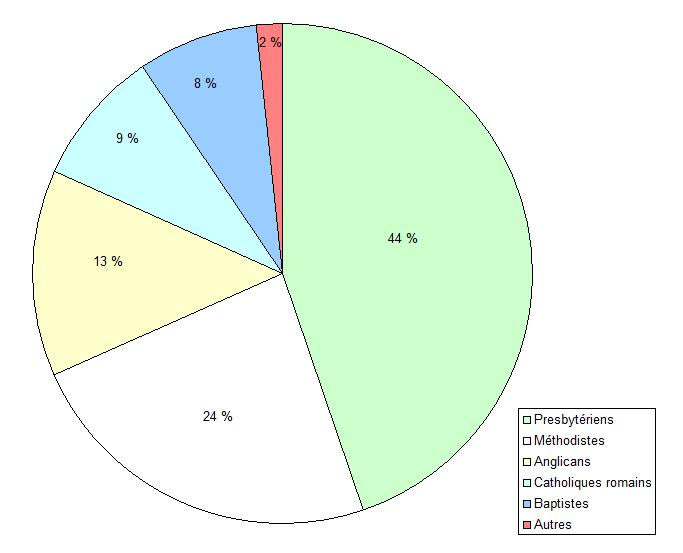
Appartenances religieuses, en 1891.

Gladstone héberge une communauté mennonite orthodoxe, installée à l'ouest de la ville. En 1891, la ville compte 169 presbytériens (44,7 % de la population), 89 méthodistes (24 %), 51 anglicans (13 %), 33 catholiques romains (8,7 %), 30 baptistes (7,9 %), 2 luthériens (0,5 %), 1 congrégationnaliste (0,3 %), 1 protestant (0,3 %) et 2 habitants de confession inconnue (0,5 %).

### Langues

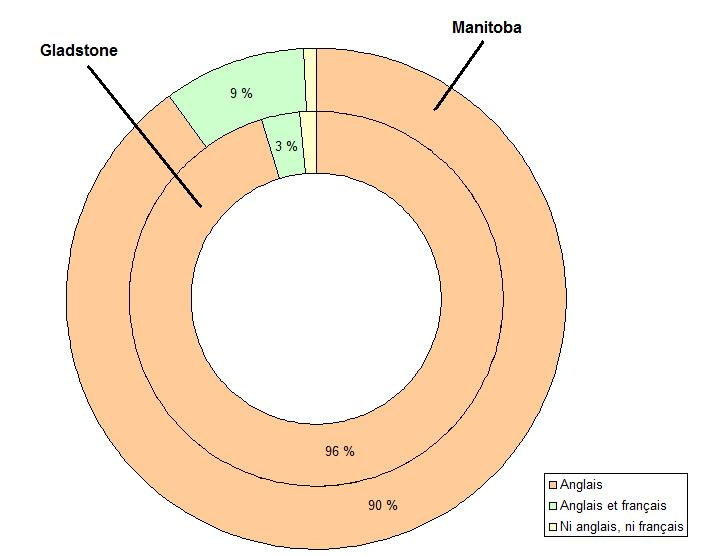
Maîtrise des langues officielles.

| Langues parlées         | Nombre de personnes | Nombre de personnes | Proportion de la population de Gladstone (%) | Proportion de la population de Gladstone (%) | Proportion de la population du Manitoba (%) | Proportion de la population du Manitoba (%) |
| Anglais                 | Hommes              | Femmes              | Hommes                                       | Femmes                                       | Hommes                                      | Femmes                                      |
| Anglais                 | 345                 | 370                 | 95,8                                         | 94,9                                         | 90,76                                       | 88,81                                       |
| Anglais                 | 715                 | 715                 | 95,3                                         | 95,3                                         | 89,77                                       | 89,77                                       |
| Anglais et français     | Hommes              | Femmes              | Hommes                                       | Femmes                                       | Hommes                                      | Femmes                                      |
| Anglais et français     | 10                  | 15                  | 2,8                                          | 3,9                                          | 8,31                                        | 9,93                                        |
| Anglais et français     | 25                  | 25                  | 3,4                                          | 3,4                                          | 9,13                                        | 9,13                                        |
| Ni anglais, ni français | -                   | -                   | -                                            | -                                            | Hommes                                      | Femmes                                      |
| Ni anglais, ni français | -                   | -                   | -                                            | -                                            | 0,93                                        | 1,26                                        |
| Ni anglais, ni français | 10                  | 10                  | 1,3                                          | 1,3                                          | 1,10                                        | 1,10                                        |

## Sport
Il y a un golf à neuf trous au sud de Gladstone. Le parc Williams, au nord-ouest de la ville, est équipé d'un parcours de santé, d'une piscine non couverte (ouverte de juin à août), de terrains de basket-ball et d'une aire de planche à roulettes. 

## Personnalité liée à la commune
Le docteur William Arthur Shoults (1892-1955), président de l'Association internationale des praticiens de santé de l'alimentation et du lait, a pratiqué la médecine vétérinaire à Gladstone.
L'astronome Robert Meldrum Stewart est né le 15 décembre 1878 à Gladstone.

## Philatélie
Le 5 juillet 2010, Postes Canada émet un timbre commémoratif représentant le Happy Rock, dans le cadre de sa série Attractions routières,.